# Tipula (Schummelia) vitalisi
Tipula (Schummelia) vitalisi is een tweevleugelige uit de familie langpootmuggen (Tipulidae). De soort komt voor in het Oriëntaals gebied.